# كأس الجزائر 1987–88
كأس الجزائر 1987–88 هو موسم من كأس الجزائر. أشرف على تنظيمه الإتحاد الجزائري لكرة القدم، وفاز فيه اتحاد الجزائر.